# Windows Assessment and Deployment Kit
Windows Assessment and Deployment Kit (Windows ADK), trước là Windows Automated Installation Kit (Windows AIK hay WAIK) là chương trình giúp người dùng tạo các bản cài đặt Windows tuỳ biến theo ý biến một cách đơn giản nhất. Ngoài ra, WAIK còn có các công cụ giúp người dùng tạo và tuỳ biến Windows trên máy tính chính hay trên file VHD (Virtual Hard Disk). Công cụ này hay được các hãng bán lẻ máy tính dùng để tuỳ biến Windows lúc bán ra. Nhiều chương trình diệt virus cần WAIK để tạo đĩa cứu hộ.
Bản WAIK đầu tiên có trên Windows Vista và nó cần Microsoft Deployment Toolkit để sử dụng.

## Tính năng
WAIK có nhiều công cụ mạnh mẽ giúp bạn tạo các bộ cài đặt Windows tuỳ biến hay tạo các bản Windows Preinstallion Environment. Các công cụ này bao gồm:
- Windows System Image Manager (Windows SIM)
- SysPrep
- ImageX
- Windows Preinstallation Environment 2.0

WAIK 1.1 đã có mặt trong Windows Vista SP1 và Windows Server 2008 với nhiều công cụ mới như PostReflect và VSP1Cln. WinPE 2.1 mạnh mẽ và linh hoạt hơn. Các hệ điều hành hỗ trợ bao gồm là:
- Windows Server 2008
- Windows Vista
- Windows Vista SP1
- Windows Server 2003 SP1
- Windows Server 2003 SP2
- Windows XP SP2

WAIK 2.0 xuất hiện trong Windows 7 Beta có thêm các công cụ mới nữa như DISM, thay thế PEImg và IntlCfg vì đã không xuất hiện nữa. WinPE 3.0 có Aero Snap, một tính năng của Windows 7, User State Migration Tool (USMT). Các hệ điều hành hỗ trợ là Windows Server 2003 R2 SP2, Windows Vista SP1, Windows Server 2008, Windows 7 và Windows Server 2008 R2.
WAIK 3.0 cũng giống như WAIK 2.0. Phiên bản này có mặt trong Windows 7 SP1. Ngoài ra, Microsoft cũng đã thêm Windows Automated Installation Kit Supplement cho Windows 7 SP1.  Windows Automated Installation Kit Readme, cùng với WAIK Supplement sẽ đính kèm WinPE 3.1, tương thích với WAIK.
Công cụ Sysprep không đính kèm sẵn với WAIK mà sẽ có trên đĩa cài đặt hệ điều hành (DVD).

## Thông tin thêm
WAIK có hai tính năng mấu chốt là:
Preinstallation environment
WAIK có kèm WinPE, một phiên bản Windows nhẹ cân giúp các chuyên gia IT tìm và khắc phục lỗi của Windows. Nó thay thế  đĩa khởi động MS-DOS, Emergency Repair Disk, Recovery Console and Automated System Recovery. Trước đây, WinPE có sẵn cho các công ty lớn cho các đơn hàng mua sỉ qua OEM. Giờ đây, WinPE có sẵn trong WAIK.
User state migration
WAIK trong Windows 7 có kèm User state migration tool (USMT). Là một công cụ dòng lệnh giúp các cài đặt từ một bản cài đặt Windows cho một bản cài đặt Windows nâng cấp. Và nó còn giúp bạn xoá-và-mở trình hồi phục, chẳng hạn như xoá các rootkit. USMT 4.0 có thể chuyền các cài đặt từ Windows XP cho Windows Vista.